# Namcha Barwa
Le Namcha Barwa, aussi écrit Namche Barwa, Namjag Barwa ou Namchak Barwa, est un sommet du Tibet, en Chine, s'élevant à 7 782 mètres d'altitude dans l'Himalaya. Il fait partie des vingt plus hauts sommets au monde par sa proéminence. Il domine de près de 5 000 mètres de haut la boucle formée par le canyon du Yarlung Tsangpo et se trouve dans la réserve naturelle du même nom. Sa première ascension a été réussie en 1992 par une équipe sino-japonaise et n'a jamais été reproduite.

## Toponymie
Namcha Barwa, du tibétain གནམས་ལྕགས་འབར་བ།, signifierait « tonnerres brûlants »,. Dans l'épopée du roi Gesar, il est décrit comme une « lance transperçant le ciel »,.

## Géographie
Le Namcha Barwa est situé dans le Sud-Ouest de la Chine, dans la région autonome du Tibet, dans la ville-préfecture de Linzhi. Il se trouve à environ 350 kilomètres à l'est de Lhassa, alors que la frontière contestée avec l'Inde, au niveau de l'Arunachal Pradesh, passe à une cinquantaine de kilomètres au sud. Il s'élève à 7 782 mètres d'altitude, dans l'Himalaya, à proximité de l'extrémité orientale de la chaîne. Sa proéminence par rapport au Kangchenjunga, à plus de 700 kilomètres à l'ouest-sud-ouest, est de 4 106 mètres, ce qui en fait le 19e plus proéminent au monde, le quatrième de Chine après l'Everest, le Jengish Chokusu et le pic Bogda,. Il possède quatre cimes secondaires : le Nai Peng (7 043 m) sur son arête sud, le Namcha Barwa II (7 344 m), le Namcha Barwa III (7 146 m) et le Langjiabao (6 936 m) sur son arête nord-ouest. Le Namcha Barwa se trouve dans la boucle formée par le canyon du Yarlung Tsangpo et fait donc partie du bassin versant du Brahmapoutre.

## Histoire
Il est probable que Nain Singh Rawat (en) en 1879 puis Kinthup en 1881 aient aperçu le Namcha Barwa dans le cadre de leurs missions d'exploration pour le compte de l'Empire britannique. Toutefois, il est officiellement découvert par les lieutenants J. A. Field et G. F. T. Oakes de l'expédition Abor de 1911-1912, qui en déterminent l'altitude à 7 756 mètres depuis le sud,. Un autre arpenteur, le capitaine O. H. B. Trenchard, confirme leurs mesures. Frederick Marshman Bailey et Henry Morshead, jusque-là chargés de l'exploration du canyon du Yarlung Tsangpo, repèrent le Namcha Barwa et le Gyala Peri en 1913.
Pendant des décennies, aucune expédition ne tente l'ascension. Après 1976 et l'ascension du Batura Sar, il reste même, pendant seize ans, le plus haut sommet inviolé au monde,. Des alpinistes chinois finissent par s'y intéresser dans les années 1980, sans succès,, bien que le sommet du Nai Peng soit atteint en 1984.
En 1990, une expédition sino-japonaise effectue une reconnaissance du sommet par les arêtes nord-ouest et sud. En 1991, une autre expédition conjointe atteint 7 460 mètres d'altitude par l'arête sud mais perd un de ses membres, Hiroshi Onishi, dans une avalanche. Finalement, l'année suivante, une troisième expédition sino-japonaise établit six camps sur l'arête sud via le Nai Peng avant de parvenir à mener onze des douze alpinistes au sommet, le 30 octobre 1992,. Aucune autre ascension n'est recensée, ; le Namcha Barwa II reste invaincu,.

## Activités

### Ascension
La voie normale, itinéraire passant par l'arête sud, est la seule ayant été réussie,. Elle remonte la vallée à l'est du sommet. Il est possible d'établir le camp de base vers 3 500 mètres, à la sortie de la forêt, près du front glaciaire. Elle emprunte le versant sud-est du Namcha Barwa jusqu'au Nai Peng.

### Protection environnementale
Le Namcha Barwa est protégé depuis 1988 dans la réserve naturelle du grand canyon du Yarlung Tsangpo qui couvre 9 168 km2.

### Économie
À partir de 2029, il est prévu de construire le barrage de Medog, associé à une centrale hydroélectrique. Dans ce cadre, il est envisagé la construction de quatre tunnels de dérivation de 20 kilomètres de long à travers la montagne Namcha Barwa, qui détourneraient le cours du Yarlung Tsangpo. L’eau déviée dans ces tunnels actionnerait les turbines reliées à des générateurs avant de retourner dans le cours du fleuve. La production électrique de 60 gigawatts doit être trois fois supérieure à celle du barrage des Trois-Gorges, actuellement le plus grand barrage au monde,.

## Dans la culture
Le Namcha Barwa est vénéré comme une résidence des dieux ; plusieurs légendes lui sont associées. Un des mythes les plus connus raconte l'histoire de Namcha Barwa et de son jeune frère, Gyala Peri, tous deux envoyés sur Terre pour être les gardiens du Sud-Est du Tibet. Le second se révélant plus talentueux, Namcha Barwa, ivre de jalousie, lui trancha la tête et l'envoya au loin. En pénitence, Namcha Barwa fut changé en une montagne vigie afin de veiller sur son frère, un sommet plus arrondi au nord du canyon du Yarlung Tsangpo, à 22 kilomètres de distance.
Selon une prophétie ayant cours au Kongpo et rapportée par Frank Kingdon-Ward dans les années 1920, un jour le Namcha Barwa s'effondrera dans le canyon du Yarlung Tsangpo, bloquera le cours de la rivière et le détournera vers le col Doshong La.

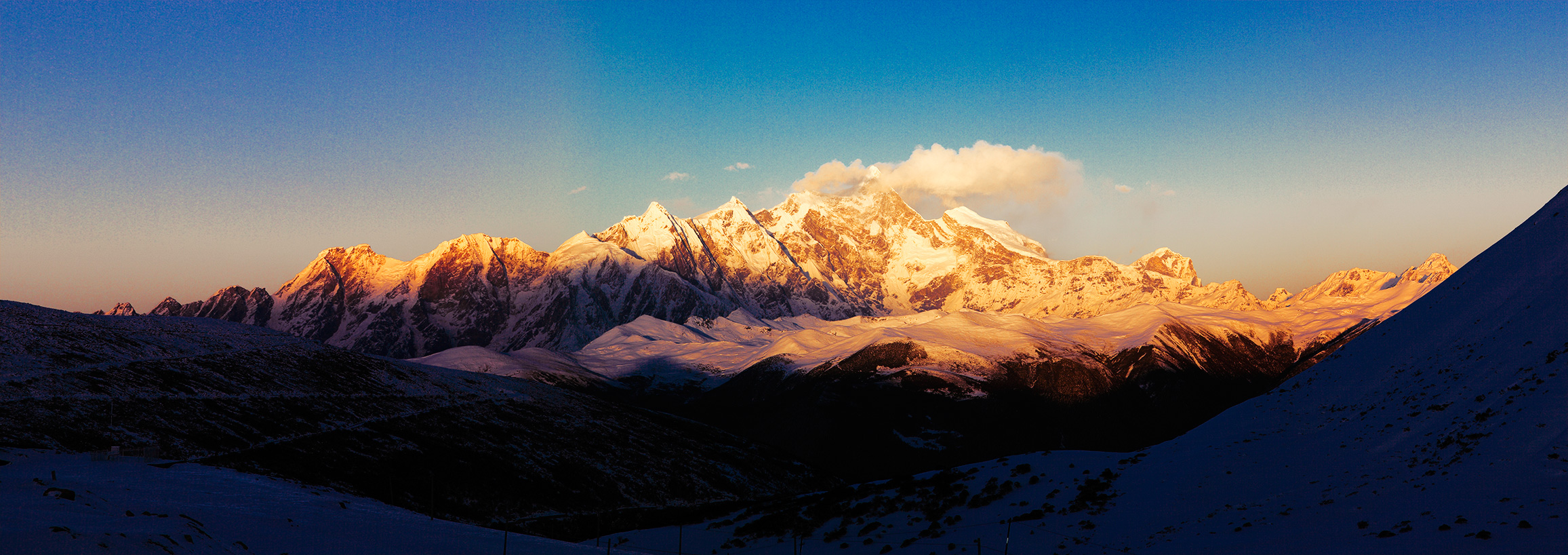
Vue du Namcha Barwa au coucher du soleil.